# Yacimiento antiguo de Drevant
El yacimiento antiguo de Drevant, en la comuna de Drevant, en el departamento francés de Cher alberga varios edificios de los siglos I-II, entre ellos un teatro bien conservado, un santuario, dos termas y zonas residenciales que pertenecían a un asentamiento secundario galorromano vinculado a la navegación por el río Cher y a una vía terrestre secundaria que bordeaba el río.
Los restos de este yacimiento están catalogados como monumento histórico desde 1840.

## Ubicación
El yacimiento antiguo se encuentra en la comuna de Drevant, y parte de la ciudad moderna cubre sus restos. Ocupa una superficie de al menos 20 a 25 ha en la ladera de la orilla derecha del Cher, a una altitud que oscila entre 160 y 170 m. En la antigüedad, estaba comunicada por una vía terrestre a lo largo de la orilla derecha del Cher, pero también se beneficiaba del tráfico fluvial por el río.

## Descripción

### El anfiteatro-teatro galorromano

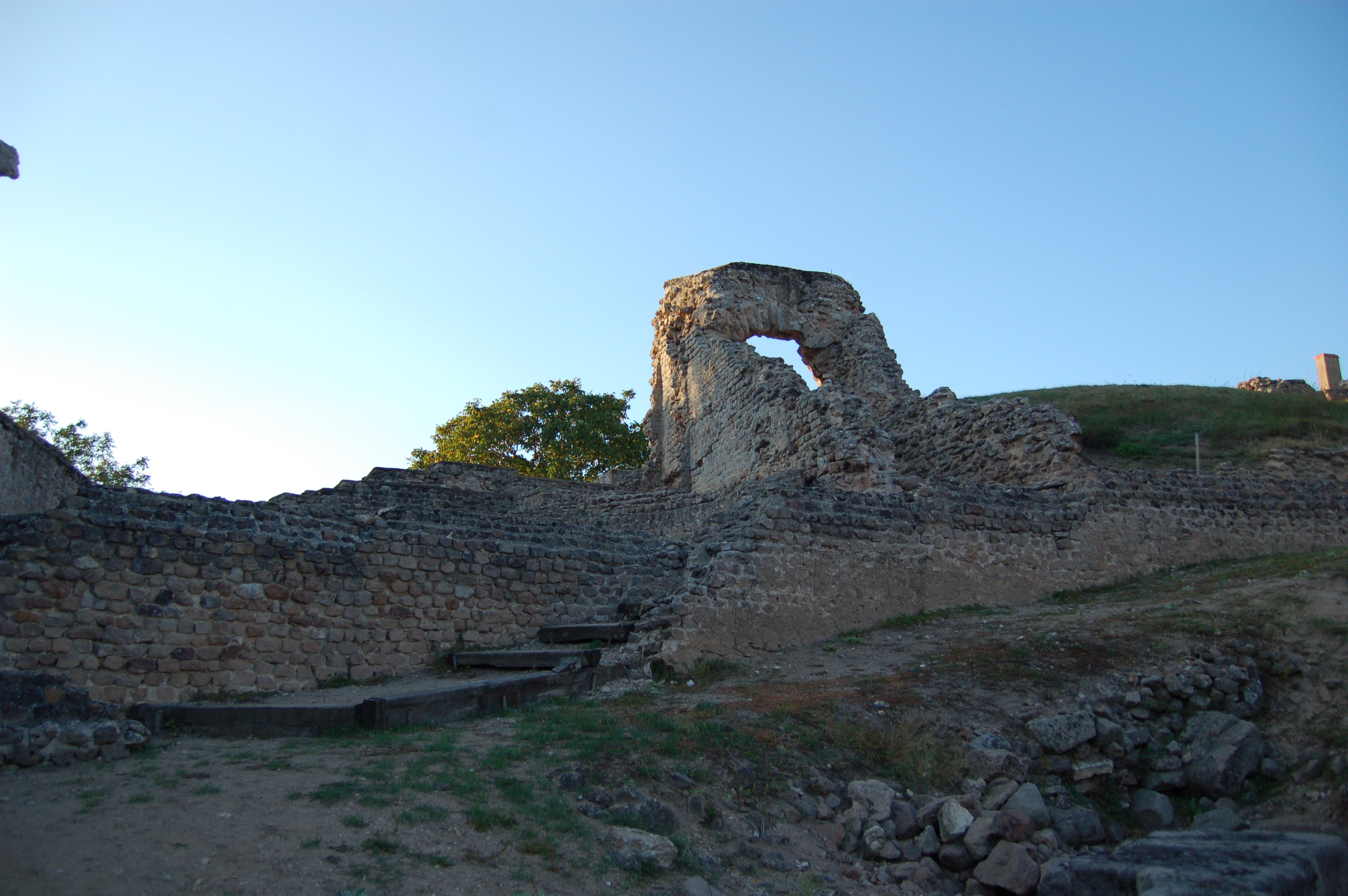
Vista parcial de la cávea y de un pasillo que conduce a ella.

El término «anfiteatro galorromano» o «teatro rural» se utiliza para designar edificios de espectáculos situados a menudo fuera de las grandes ciudades y que combinan las características tanto de un anfiteatro (arena elíptica o circular) como de un teatro (cávea) incompleto y pequeño edificio escénico). El monumento de Drevant pertenece a esta categoría.
Abierta hacia el suroeste, su cávea, de 85 m de diámetro, da a la ladera que desciende hacia el Cher. Con forma de arco de herradura, está sostenida en sus extremos por contrafuertes y comunicada por corredores radiales y anulares. La arena circular de 27 m de diámetro está delimitada por el lado de la cávea por un muro del  podio de 2,60 m de altura con acceso a tres salas de servicio bajo las gradas. Un edificio escénico bordeaba la arena frente a las gradas.
Sus dimensiones son comparables a las del teatro antiguo de Sanxay, que probablemente podría albergar a más de 6000 personas. Al menos al principio se utilizaba para espectáculos circenses. Esta hipótesis se ve reforzada por la altura del muro del podio que rodeaba la arena y protegía a los espectadores.
Al principio del XVII, un grabado muestra el teatro en ruinas, con un edificio ruinoso ocupando el centro de la arena.

### El santuario

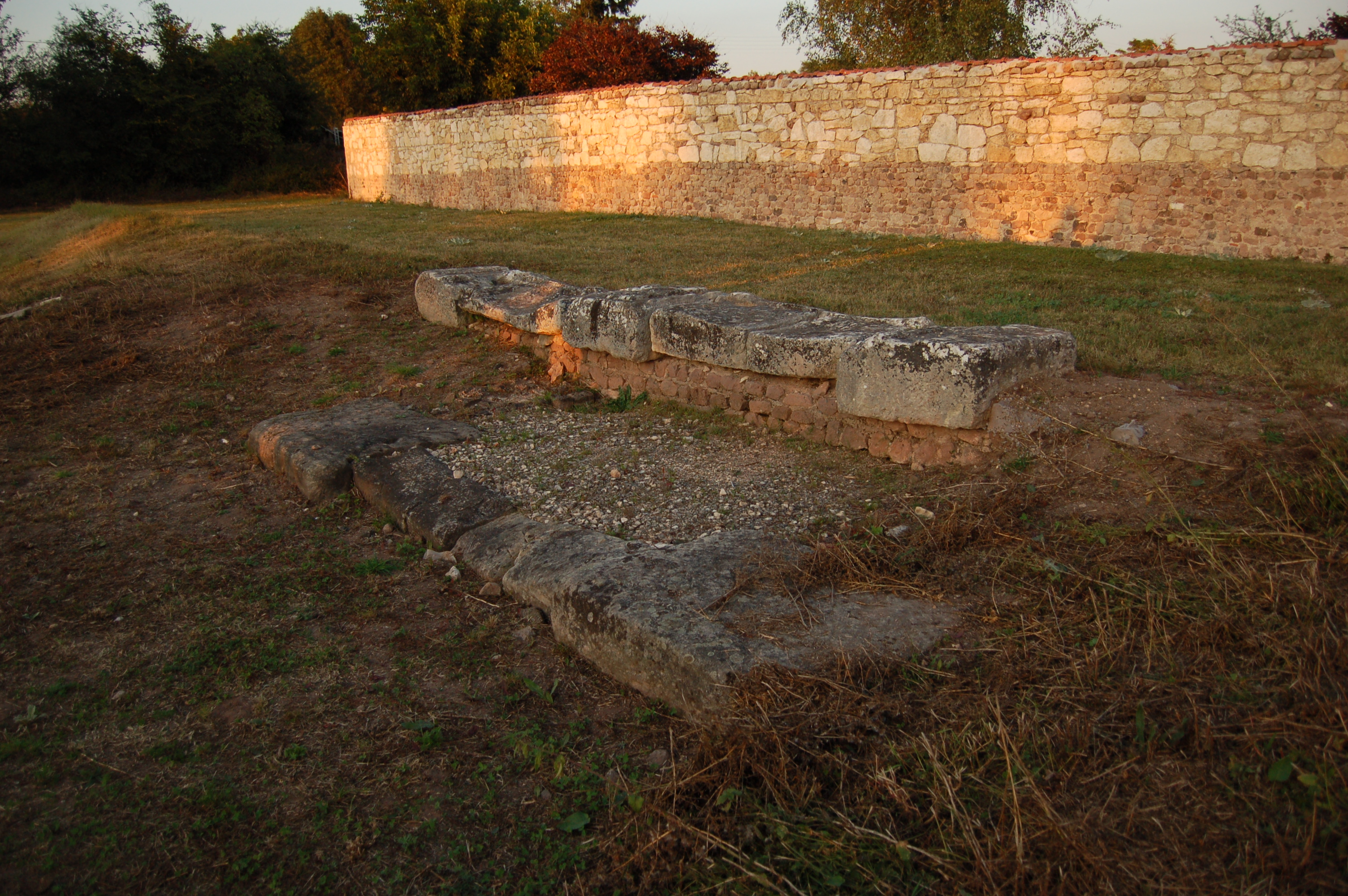
Umbral de entrada al santuario.

Llamado foro cuando fue descubierto, antes de que se estableciera su finalidad real, adopta la forma de un vasto recinto (116 89m) en cuyo interior se encuentra un templo de tipo fanum. Esta configuración es el resultado de una evolución constante del yacimiento entre el siglo I y el siglo III. La plaza (fanum) de 8,60 m de lado, compuesta por una cella y una galería periférica, parece contemporánea de este primer periodo arquitectónico, pero sus restos reducidos al estado de cimientos, están muy mal conservados.
A principios de nuestra era, bajo Claudio o Tiberio, se construyó un recinto de piedra arenisca (opus vittatum) coronado con bloques de piedra caliza, completado por un monumental pabellón de entrada en su fachada oriental, y por un muro al oeste, posiblemente soportando columnas; estas disposiciones arquitectónicas parecen marcar la importancia del santuario.

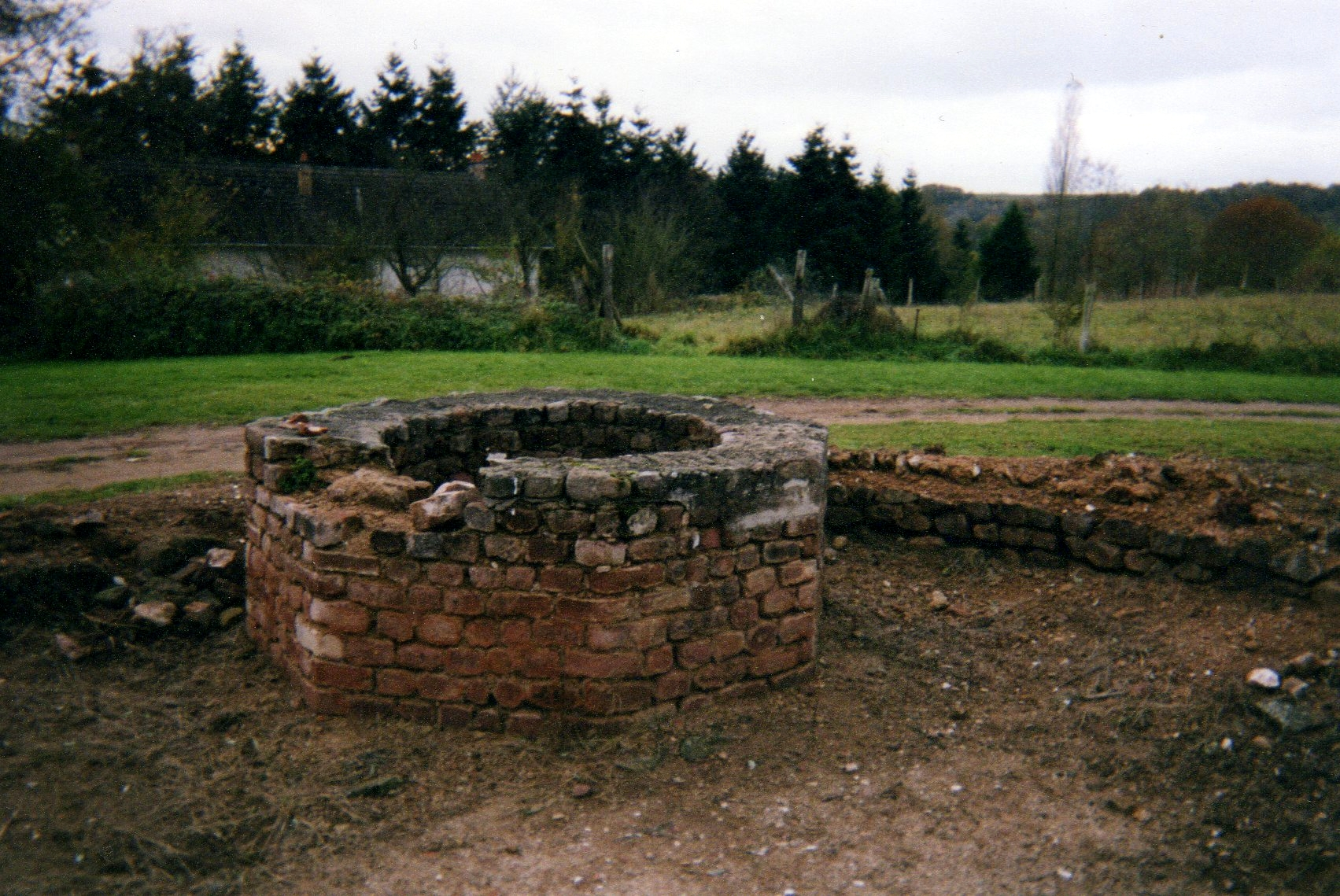
El bidental del santuario.

Tras un incendio sobrevenido en el siglo I, se construyó un nuevo muro perimetral en el interior del antiguo recinto, delimitando un patio terraplenado y nivelado; el acceso, más amplio que el anterior, seguía estando al este y se construyeron dos pabellones en cada extremo de la fachada oriental. A esta fase de construcción se asocia un gran umbral de entrada de piedra, monumental y bien conservado. También habría que relacionar con este yacimiento un pequeño edificio octogonal hueco, situado a pocos metros del fanum. Interpretado durante mucho tiempo como un pozo o una pila, estas hipótesis han quedado invalidadas por las observaciones más recientes; tal vez se trate de un bidental, una construcción sagrada que indica un punto concreto del terreno, como la caída de un rayo.
Se desconoce la historia del santuario en el siglo II.
Prolongando el santuario hacia el este, un vasto espacio de 100 x 80 m, cerrado y dotado de un pórtico, podría interpretarse, aunque la hipótesis no está atestiguada, como un foro.
En el periodo del siglo III o IV, se erigieron tres edificios de propósito desconocido en la fachada oeste, pero es posible que el lugar ya no se utilizara como santuario.

### Las termas
En 1835 se descubrieron dos termas; vecinas entre sí y de dimensiones de 35 x 29 m y 42 x 33 m respectivamente, presentan, bajo estilos arquitectónicos diferentes, las características y organización habituales de las termas romanas, cada uno con varias salas sobre hipocaustos, (tepidarium o caldarium), calentados por praefurnia. La existencia de estos dos establecimientos, que no se comunican directamente, sugiere que pudieron estar reservados, uno para hombres y otro para mujeres.
Un acueducto que explota un manantial a 5 km de Drevant y cuyo recorrido hacia las termas ha sido identificado podría estar implicado en el suministro de agua a estas.
Por otra parte, otro acueducto, descubierto en 1988 en una antigua zona residencial de Drevant, no parece, por su pendiente y dirección, estar conectado al sistema de abastecimiento de agua de las termas.
Tras las excavaciones realizadas en el momento de su descubrimiento, los restos se volvieron a enterrar para preservar el potencial de futuras investigaciones. Los baños para hombres se encuentran debajo de la escuela local. El arqueólogo y acuarelista Jean-Claude Golvin, basándose en las prospecciones del siglo XIX, elaboró propuestas para su reconstrucción.

### Viviendas
Paralelamente a la construcción del conjunto monumental de Drevant, a finales del siglo I o durante el II, principalmente al norte del yacimiento y al este del teatro existían viviendas, según los últimos estudios.
Algunos asentamientos cuentan con instalaciones de baño, pero otros, aunque bien diseñados arquitectónicamente, no parecen ofrecer instalaciones significativas; puede tratarse de hoteles o alojamientos para trabajadores o artesanos. Se han identificado islas (manzanas) delimitadas por calles, destacando un acueducto. Al sur del santuario y al oeste de las termas, un edificio llamado basílica que fue descubierto en 1834, podría tratarse de una hospedería de peregrinos o de un caravasar.
Parece ser que los bloques de viviendas fueron abandonados progresivamente entre mediados del siglo III y durante el IV.

## Historia del yacimiento

Los principales vestigios antiguos de Drevant, trazados sobre un mapa simplificado de la red viaria moderna.

La primera construcción antigua de Drevant, en la civitas de los bituriges, parece ser el santuario en su primer estado durante el reinado de Augusto; un incendio lo destruyó hacia el año 80.
A finales del I o principios del II, la ciudad experimentó un importante desarrollo. Se reconstruyó y amplió el santuario,, se remodeló la fachada del teatro, se construyó el teatro  y se construyeron bloques de viviendas.
Durante el Bajo Imperio, el santuario se modificó por última vez, no solo en su arquitectura sino quizá también en su función; la ocupación de las zonas habitadas continuó al menos hasta mediados del siglo III.
Entre el siglo III y el IV, los barrios residenciales fueron abandonados uno tras otro, tal vez durante el turbulento periodo vinculado a la crisis del siglo III. Fue también durante el siglo IV cuando se abandonaron definitivamente el santuario y el teatro, ocupado entonces este último por artesanos: se ha descubierto una fábrica de objetos de asta de ciervo (fusayolas, peines decorados).
En la Edad Media, el lugar fue abandonado y utilizado como cantera de piedra. Se siguieron recuperando materiales cuando se construyeron barracones para alojar a los soldados condenados destinados a excavar el canal de Berry entre 1823 y 1826.

## Investigaciones arqueológicas en Drevant

Plano del santuario de Drevant (François-Alexandre Hazé, 1834).

Representado por primera vez en un grabado a principios del XVII (muro del teatro), el yacimiento de Drevant fue objeto de importantes excavaciones en el XIX, en un contexto nacional favorable a la investigación arqueológica, bajo la dirección de François-Alexandre Hazé, entonces conservador de monumentos históricos del Cher; los resultados de sus investigaciones, publicados en 1834, se referían principalmente a las termas y al santuario. En 1838, Prosper Mérimée, informando sobre un viaje a la región, subrayó la importancia de las ruinas de Drevant; los resultados de sus investigaciones, publicados en 1834, se referían principalmente a las termas y al santuario. En 1838, Prosper Mérimée, informando sobre un viaje a la región, subraya la importancia de las ruinas de Drevant, y, dos años más tarde, los restos antiguos figuran entre los primeros monumentos históricos clasificados en Francia. A principios del XX, las excavaciones continuaron en el santuario, pero también afectaron al teatro.
Tras un paréntesis de más de medio siglo, las investigaciones se reanudaron en la década de 1970 en el teatro, pero también en los sectores residenciales de la ciudad antigua —las excavaciones en los sectores residenciales continuaron hasta la década de 1990 en el marco de la urbanización de la ciudad moderna—, y en el santuario entre 1989 y 1985.
Entre 1999 y 2005, Myriam Fincker realizó estudios sobre el teatro, que se utilizaron en el marco de un doctorado, en curso en 2014, para realizar una monografía del edificio. Nuevos estudios se centraron en el santuario en 2007 y 2008.